# Duitse strip
De Duitse strip (Duits: Comic) is het geheel van beeldverhalen gemaakt door Duitse auteurs en beeldverhalen bestemd voor Duitse markt. Buiten de landsgrenzen is de Duitse strip weinig bekend. Bekende Duitse striptekenaars als Matthias Schultheiss en Andreas schrijven in de eerste plaats voor de Franstalige stripmarkt.

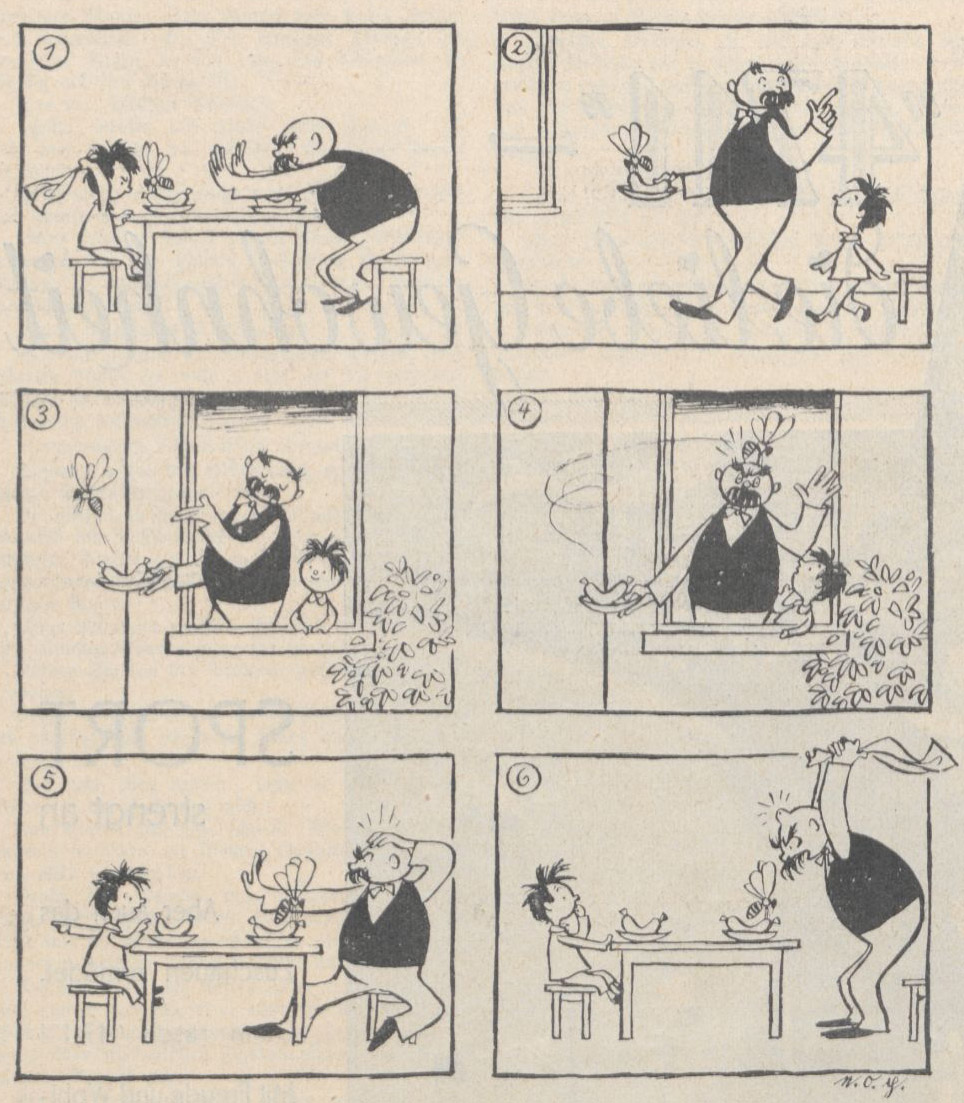
Vater und Sohn

## Geschiedenis

### Oorsprong
Duitsland heeft een lange traditie van illustraties en satirische tekeningen. Duitse tekenaars stonden mee aan de wieg van het stripverhaal: Wilhelm Busch met Max und Moritz en Rudolph Dirks en Lyonel Feininger, Duitsers die naar Amerika emigreerden en daar pioniers van de strip werden. In 1854 werd een wet gestemd die persvrijheid garandeerde en dit leidde tot het ontstaan van geïllustreerde tijdschriften. Het bekendste was wellicht Simplicissimus. Zo verschenen de eerste strips, zoals Vater und Sohn van E.O. Plauen, pseudoniem van Erich Ohser (1903-1944).

### 1945-1989
Na de Tweede Wereldoorlog werd de West-Duitse markt overspoeld door Amerikaanse comics. In 1947 publiceerde uitgeverij Hartmann uit Düsseldorf het eerste Duitse stripalbum Bumm macht das Rennen van Klaus Pielert. Uitgever en tekenaar Rolf Kauka creëerde in 1952 de strip Fix und Foxi voor het tijdschrift Eulenspiegel. Verschillende tekenaars werkten aan deze langlopende stripreeks over twee vosjes, wiens universum aan dit van Disney doet denken. Van tekenaar Hansrud Wäscher is de avonturenstrip Sigurd, Ritter ohne Furcht und Tadel.
In Oost-Duitsland verschenen eigen strips, onder andere in de tijdschriften Der junge Pionier en Mosaik. Bekende strips waren Bienchen Kati van Richard Hambach, Jimmy, das Gummipferd van Roland Kohlsaat, de detectivestrip Nick Knatterton van Manfred Schmidt en Abrafaxe van Lona Rietschel.
Ook in Duitsland kwam er al snel kritiek op het medium strip, dat werd gezien als Schmutz und Schund-literatuur ongeschikt voor kinderen. In de loop van de jaren 1950 werden in West en Oost wetten gestemd om de jeugd te beschermen.
Vanaf de jaren 1960 verschenen nieuwe stripauteurs als Janosch, Walter Schmögner, Angela Hopf, F.K. Waechter, Hans Traxler en Franziska Becker en werden strips stilaan serieus genomen. In de jaren 1970 werd het ambitieuze stripweekblad Zack opgericht, maar dat was maar een kort leven beschoren. Uitgeverij Carlsen probeerde vanaf de jaren 1980 origineel Duits werk te brengen, maar de markt bleef gedomineerd door buitenlandse strips, uit de Verenigde Staten en ook de grote titels van de Franco-Belgische school. Ook de Vlaamse Studio Vandersteen produceerde strips voor de grote, Duitse markt, met de populaire strip Bessy.

### Na 1990
Na de Duitse eenmaking zette zich een professionalisering door en werden de aangesneden thema's van de Duitse strip ruimer. Nieuwe auteurs als Brösel, Ralf König en Judith Park  kwamen naar voor. De strip Gung Ho (van Benjamin von Eckartsberg en Thomas von Kummant) over een groep jongeren in een post-apocalyptische toekomst werd ook bekend buiten het Duitse taalgebied. Internationale faam kende Barbara Yelin (1976) met haar graphic novel Irmina uit 2014. Hierin vertelde ze het verhaal van haar eigen grootmoeder, een jonge onafhankelijke vrouw, die medeplichtige werd van het nazi-systeem.

## Stripcultuur
In Duitsland bestaan verschillende tijdschriften die schrijven over strips. Comixene ontstond in 1974 als een fanzine geschreven door scholieren maar is geëvolueerd naar de referentie voor stripjournalistiek in Duitsland. Alfonz (Der Comicreporter) verscheen voor het eerst in 2013.